# (3336) Grygar
(3336) Grygar est un astéroïde de la ceinture principale.

## Description
(3336) Grygar est un astéroïde de la ceinture principale Il fut découvert le 26 octobre 1971 à Bergedorf par Luboš Kohoutek. Il présente une orbite caractérisée par un demi-grand axe de 2,33 UA, une excentricité de 0,19 et une inclinaison de 0,9° par rapport à l'écliptique.

## Compléments